# 2012–2013-as Európa-liga
A 2012–2013-as Európa-liga az európai labdarúgó-klubcsapatok második legrangosabb tornájának 4. kiírása volt. A döntőnek az amszterdami Amsterdam ArenA adott otthont 2013. május 15-én. A végső győztes az angol Chelsea lett.

## A besorolás rendszere
A 2012–2013-as Európa-liga küzdelmeiben 53 UEFA-tagország 193 csapata vett részt. Az egyes országok indulásra jogosult csapatainak számát a nemzeti labdarúgó-bajnokságokra vonatkoztatott UEFA-együttható alapján határozták meg:
- az 1–6. helyen rangsoroltak 3 csapatot,
- a 7–9. helyen rangsoroltak 4 csapatot,
- a 10–51. helyen rangsoroltak egyaránt 3 csapatot indíthattak (kivéve Liechtenstein),
- az 52–53. helyen rangsoroltak 2 csapatot indíthattak.

További résztvevők:
- az UEFA-sportszerűségi ranglista első három helyezett nemzete (Norvégia, Finnország, Hollandia) a 2012–13-as kiírásban plusz egy-egy csapatot indíthatott.
- 32 csapat, amely a UEFA-bajnokok ligájából kiesik és átkerül az Európa-ligába.

### Rangsor
| Hely | Szövetség     | Koeff. | Csapat          |
| ---- | ------------- | ------ | --------------- |
| 1    | Anglia        | 85,785 | 3               |
| 2    | Spanyolország | 82,329 | 3               |
| 3    | Németország   | 69,436 | 3               |
| 4    | Olaszország   | 60,552 | 3               |
| 5    | Franciaország | 53,678 | 3               |
| 6    | Portugália    | 51,596 | 3               |
| 7    | Oroszország   | 44,707 | 4               |
| 8    | Ukrajna       | 43,883 | 4               |
| 9    | Hollandia     | 40,129 | 4+1 (Fair Play) |
| 10   | Törökország   | 35,050 | 3               |
| 11   | Görögország   | 34,166 | 3               |
| 12   | Dánia         | 30,550 | 3               |
| 13   | Belgium       | 27,000 | 3               |
| 14   | Románia       | 25,824 | 3               |
| 15   | Skócia        | 25,141 | 3               |
| 16   | Svájc         | 24,900 | 3               |
| 17   | Izrael        | 22,000 | 3               |
| 18   | Csehország    | 20,850 | 3               |

| Hely | Szövetség           | Koeff. | Csapat          |
| ---- | ------------------- | ------ | --------------- |
| 19   | Ausztria            | 20,700 | 3               |
| 20   | Ciprus              | 18,124 | 3               |
| 21   | Bulgária            | 17,875 | 3               |
| 22   | Horvátország        | 16,124 | 3               |
| 23   | Fehéroroszország    | 16,083 | 3               |
| 24   | Lengyelország       | 15,916 | 3               |
| 25   | Szlovákia           | 14,499 | 3               |
| 26   | Norvégia            | 14,375 | 3+1 (Fair Play) |
| 27   | Szerbia             | 14,250 | 3               |
| 28   | Svédország          | 14,125 | 3               |
| 29   | Bosznia-Hercegovina | 9,124  | 3               |
| 30   | Finnország          | 8,966  | 3+1 (Fair Play) |
| 31   | Írország            | 8,708  | 3               |
| 32   | Magyarország        | 8,500  | 3               |
| 33   | Moldova             | 7,749  | 3               |
| 34   | Litvánia            | 7,708  | 3               |
| 35   | Lettország          | 7,415  | 3               |
| 36   | Grúzia              | 6,957  | 3               |

| Hely | Szövetség      | Koeff. | Csapat |
| ---- | -------------- | ------ | ------ |
| 37   | Azerbajdzsán   | 6,165  | 3      |
| 38   | Szlovénia      | 6,124  | 3      |
| 39   | Macedónia      | 5,207  | 3      |
| 40   | Izland         | 4,957  | 3      |
| 41   | Kazahsztán     | 4,374  | 3      |
| 42   | Liechtenstein  | 4,000  | 1      |
| 43   | Montenegró     | 3,875  | 3      |
| 44   | Albánia        | 3,874  | 3      |
| 45   | Észtország     | 3,791  | 3      |
| 46   | Wales          | 2,790  | 3      |
| 47   | Örményország   | 2,583  | 3      |
| 48   | Málta          | 2,416  | 3      |
| 49   | Észak-Írország | 2,249  | 3      |
| 50   | Feröer         | 1,416  | 3      |
| 51   | Luxemburg      | 1,374  | 3      |
| 52   | Andorra        | 1,000  | 2      |
| 53   | San Marino     | 0,916  | 2      |

### Szabaddá váló helyek kiosztása
Egy Európa-liga indulási jog szabaddá vált, ha egy csapat indulási jogot szerzett az UEFA-bajnokok ligájában és az Európa-ligában is, valamint ha egy csapat több jogon szerzett indulási jogot az Európa-ligában. A szabaddá váló helyet az alábbi szabályok szerint kellett feltölteni, tekintettel az adott országból indítható csapatok maximális számára is:
- Ha egy labdarúgókupa győztese indulási jogot szerzett az UEFA-bajnokok ligájában, akkor a helye szabaddá vált, a többi Európa-ligában indulási jogot szerző csapat egy hellyel feljebb került. Az utolsó indulási jogot a labdarúgókupa döntőse kapta meg, amennyiben az még nem szerzett indulási jogot. Ha a döntős is már indulási jogot szerzett, akkor az indulási jogot az a bajnoki helyezés alapján legjobb helyen végző csapat kapta, amelynek még nem volt indulási joga.
- Ha egy labdarúgókupa győztese indulási jogot szerzett az Európa-ligában a bajnoki helyezése alapján, akkor a helye szabaddá vált, a többi Európa-ligában indulási jogot szerző csapat egy hellyel feljebb került. Az utolsó indulási jogot az a bajnoki helyezés alapján legjobb helyen végző csapat kapta, amelynek még nem volt indulási joga.
- Ligakupa-győztes szabaddá váló helyét az a bajnoki helyezés alapján legjobb helyen végző csapat kapta, amelynek még nem volt indulási joga.
- A Fair Play alapján indulási jogot is szerző csapat szabaddá váló helyét az a Fair Play táblázat alapján legjobb helyen végző csapat kapta, amelynek még nem volt indulási joga.

### Lebonyolítás
- A 2010–2011-es kiírás győztesének (Atlético de Madrid) a csoportkörben biztosítottak helyet, az Atlético de Madrid azonban a spanyol bajnokságbeli helyezése alapján is indulási jogot szerzett, ezért a spanyol bajnokság ötödik helyezettjének helye szabaddá vált.
- A 2012–2013-as UEFA-bajnokok ligájából a tervezettnél eggyel kevesebb csapat kerül át, mert a 2011–2012-es UEFA-bajnokok ligája-győztes angol Chelsea csak a hatodik lett a 2011–2012-es angol bajnokságban, és a BL-ben egy országból legfeljebb négy csapat indítható. Ezért az angol bajnokság negyedik helyezettje, a Tottenham Hotspur a bajnokok ligája helyett az Európa-ligában indulhatott. A bajnokok ligájában egy hely szabaddá vált, így a selejtezőben 15 helyett csak 14 vesztes kerül át az Európa-ligába.
- A szabaddá váló, feltöltetlen helyek miatt a következő változások történtek:
  - A 16. és 17. helyen rangsorolt nemzeti labdarúgó-kupák (Svájc és Izrael) a 3. selejtezőkör helyett a rájátszásban kaptak helyet.
  - A 19. és 20. helyen rangsorolt nemzeti labdarúgó-kupák (Ausztria, Ciprus) a 2. selejtezőkör helyett a 3. selejtezőkörben kaptak helyet.
  - A 33., 34., 35. és 36. helyen rangsorolt nemzeti labdarúgó-kupák (Moldova, Litvánia, Lettország és Grúzia) az 1. selejtezőkör helyett a 2. selejtezőkörben kaptak helyet.

|                                      | A szakaszban bekapcsolódó csapatok | Az előző szakasz továbbjutói            | Az UEFA-bajnokok ligájából átkerülő csapatok            |
| ------------------------------------ | --- | --------------------------------------- | ------------------------------------------------------- |
| 1. selejtezőkör (74 csapat)          | - 17 kupagyőztes a 37–53. helyen rangsorolt kupákból - 25 bajnoki második helyezett a 28–53. helyen rangsorolt bajnokságokból (kivéve Liechtenstein) - 29 bajnoki harmadik helyezett a 22–51. helyen rangsorolt bajnokságokból (kivéve Liechtenstein) - 3 csapat az UEFA-sportszerűségi ranglista első három helyezett nemzete közül.                                                                 |                                         |                                                         |
| 2. selejtezőkör (80 csapat)          | - 16 kupagyőztes a 21–36. helyen rangsorolt kupákból - 12 bajnoki második helyezett a 16–27. helyen rangsorolt bajnokságokból - 6 bajnoki harmadik helyezett a 16–21. helyen rangsorolt bajnokságokból - 6 bajnoki negyedik helyezett a 10–15. helyen rangsorolt bajnokságokból - 3 bajnoki ötödik helyezett a 7–9. helyen rangsorolt bajnokságokból                                                  | - 37 győztes az 1. selejtezőkörből      |                                                         |
| 3. selejtezőkör (58 csapat)          | - 3 kupagyőztes a 18–20. helyen rangsorolt kupákból - 6 bajnoki harmadik helyezett a 10–15. helyen rangsorolt bajnokságokból - 3 bajnoki negyedik helyezett a 7–9. helyen rangsorolt bajnokságokból - 3 bajnoki ötödik helyezett a 4–6. helyen rangsorolt bajnokságokból (francia ligakupa-győztese) - 3 bajnoki hatodik helyezett az 1–3. helyen rangsorolt bajnokságokból (angol ligakupa-győztese) | - 40 győztes a 2. selejtezőkörből       |                                                         |
| Rájátszás (62 csapat)                | - 10 kupagyőztes a 8–17. helyen rangsorolt kupákból - 3 bajnoki harmadik helyezett a 7–9. helyen rangsorolt bajnokságokból - 3 bajnoki negyedik helyezett a 4–6. helyen rangsorolt bajnokságokból - 3 bajnoki ötödik helyezett az 1–3. helyen rangsorolt bajnokságokból | - 29 győztes a 3. selejtezőkörből       | - 14 vesztes a bajnokok ligája 3. selejtezőköréből      |
| Csoportkör (48 csapat)               | - címvédő - 6 kupagyőztes az 1–7. helyen rangsorolt kupákból (levonva az Atlético Madrid helyét) | - 31 győztes a rájátszásból             | - 10 vesztes a bajnokok ligája rájátszásából            |
| Egyenes kieséses szakasz (32 csapat) | | - 12 csoportgyőztes - 12 csoportmásodik | - 8 harmadik helyezett a bajnokok ligája csoportköréből |

### Csapatok
Az alábbi táblázatban olvasható, hogy a csapatok melyik körben kapcsolódnak be a küzdelmekbe.
Használt rövidítések
- BL csoportkör: 2012–13-as UEFA-bajnokok ligája csoportkörében búcsúzó csapat
- BL-r.: 2012–13-as UEFA-bajnokok ligája rájátszásában búcsúzó csapat
- BL-3. selejtezőkör: 2012–13-as UEFA-bajnokok ligája 3. selejtezőkörében búcsúzó csapat
- kgy: kupagyőztes jogán indul;
- kd: kupadöntős jogán indul;
- LK: ligakupa-győztes;
- R.: bajnoki rájátszás;
- s.r.: az UEFA-sportszerűségi ranglista alapján indul.

| Egyenes kieséses szakasz           | Egyenes kieséses szakasz        | Egyenes kieséses szakasz      | Egyenes kieséses szakasz         |
| ---------------------------------- | ------------------------------- | ----------------------------- | -------------------------------- |
| Dinamo Kijiv (BL csoportkör)       | Olimbiakósz (BL csoportkör)     | Zenyit (BL csoportkör)        | Ajax (BL csoportkör)             |
| Chelsea (BL csoportkör)            | BATE Bariszav (BL csoportkör)   | Benfica (BL csoportkör)       | CFR Cluj (BL csoportkör)         |
| Csoportkör                         |                                 |                               |                                  |
| Atlético de Madrid (CV)            | Académica de Coimbra (kgy)      | AÉ Lemeszú (BL-r.)            | Borussia Mönchengladbach (BL-r.) |
| Tottenham Hotspur (4. hely)ENG     | Rubin Kazany (kgy)              | NK Maribor (BL-r.)            | FC København (BL-r.)             |
| Bayer Leverkusen (5. hely)         | FC Basel (BL-r.)                | Udinese Calcio (BL-r.)        |                                  |
| SSC Napoli (kgy)                   | Helsingborgs IF (BL-r.)         | Fenerbahçe (BL-r.)            |                                  |
| Olympique Lyonnais (kgy)           | Íróní Kirjat Smóná (BL-r.)      | Panathinaikósz (BL-r.)        |                                  |
| Rájátszás                          |                                 |                               |                                  |
| Newcastle United (5. hely)         | PSV Eindhoven (kgy)             | Hapóél Tel-Aviv (kgy)         | Neftçi (BL-3. sk)                |
| Levante (6. hely)                  | AZ (4. hely)                    | F91 Dudelange (BL-3. sk)      | Partizan (BL-3. sk)              |
| Stuttgart (6. hely)                | Trabzonspor (3. hely)           | Debreceni VSC (BL-3. sk)      | FC Vaslui (BL-3. sk)             |
| Lazio (4. hely)                    | Atrómitosz (4. hely)GRE         | Slovan Liberec (BL-3. sk)     | Motherwell FC (BL-3. sk)         |
| Girondins de Bordeaux (5. hely)    | Midtjylland (3. hely)           | Ekranas (BL-3. sk)            | Club Brugge (BL-3. sk)           |
| Sporting CP (4. hely)              | KSC Lokeren (kgy)               | Śląsk Wrocław (BL-3. sk)      | Feyenoord (BL-3. sk)             |
| CSZKA Moszkva (3. hely)            | Dinamo București (kgy)          | Sheriff Tiraspol (BL-3. sk)   |                                  |
| Metaliszt Harkiv (3. hely)         | Hearts (kgy)                    | HJK (BL-3. sk)                |                                  |
| Dnyipro Dnyipropetrovszk (4. hely) | FC Luzern (2. hely)             | Molde FK (BL-3. sk)           |                                  |
| 3. selejtezőkör                    |                                 |                               |                                  |
| Liverpool (LK)                     | Marítimo (5. hely)              | PAÓK (5. hely)GRE             | Sparta Praha (2. hely)CZE        |
| Athletic Bilbao (kd)               | Gyinamo Moszkva (4. hely)       | AC Horsens (4. hely)          | Rapid Wien (2. hely)             |
| Hannover 96 (7. hely)              | Arszenal Kijiv (5. hely)        | Genk (3. hely)                | Omónia (kgy)                     |
| Internazionale (6. hely)           | SC Heerenveen (5. hely)         | Steaua București (3. hely)    |                                  |
| Olympique de Marseille (LK)        | Bursaspor (kd)TUR               | Dundee United (4. hely)SCO    |                                  |
| 2. selejtezőkör                    |                                 |                               |                                  |
| Anzsi Mahacskala (5. hely)         | Bné Jehúdá (3. hely)            | Hajduk Split (2. hely)        | Vojvodina (3. hely)              |
| Metalurh Doneck (kd)               | Makkabi Netánjá (4. hely)       | Slaven Belupo (3. hely)       | AIK (2. hely)                    |
| Vitesse (R-1. hely)                | Viktoria Plzeň (3. hely)        | Naftan (kgy)                  | Široki Brijeg (2. hely)          |
| Eskişehirspor (6. hely)TUR         | Mladá Boleslav (4. hely)CZE     | Sahcjor Szalihorszk (2. hely) | Inter Turku (2. hely)            |
| Asztérasz Trípolisz (6. hely)GRE   | Admira Wacker Mödling (3. hely) | Legia Warszawa (kgy)          | Sligo Rovers (kgy)               |
| Aarhus GF (5. hely)                | Ried (kd)                       | Ruch Chorzów (2. hely)        | Videoton (2. hely)HUN            |
| KAA Gent (R-1. hely)               | APÓEL (2. hely)                 | Spartak Trnava (2. hely)      | Milsami Orhei (kgy)              |
| Rapid București (4. hely)          | Anórthoszisz (4. hely)          | Slovan Bratislava (3. hely)   | Žalgiris Vilnius (kgy)           |
| St. Johnstone (6. hely)SCO         | CSZKA Szofija (2. hely)         | Aalesunds FK (kgy)            | Skonto (kgy)                     |
| Young Boys (3. hely)               | Levszki Szofija (3. hely)       | Tromsø IL (2. hely)           | Dila Gori (kgy)                  |
| Servette (4. hely)                 | Lokomotiv Plovdiv (4. hely)     | Crvena zvezda (kgy)           |                                  |
| 1. selejtezőkör                    |                                 |                               |                                  |
| NK Osijek (kd)                     | FK Šiauliai (4. hely)           | Aktöbe FK (3. hely)           | Floriana (4. hely)MLT            |
| FK Homel (3. hely)                 | Metalurgs (2. hely)             | Eschen/Mauren (kgy)           | Portadown (2. hely)              |
| Lech Poznań (4. hely)              | Daugava Daugavpils (3. hely)    | Čelik Nikšić (kgy)            | Cliftonville (3. hely)           |
| FK Senica (kd)                     | Olimpi Rusztavi (2. hely)       | Rudar Pljevlja (2. hely)      | Crusaders (kd)                   |
| Rosenborg (3. hely)                | SZK Torpedo Kutaiszi (3. hely)  | (3. hely)                     | EB/Streymur (kgy)                |
| FK Jagodina (4. hely)              | Bakı FK (kgy)                   | KF Tirana (kgy)               | Víkingur (3. hely)               |
| Elfsborg (3. hely)                 | Xəzər Lənkəran (2. hely)        | Teuta Durrës (2. hely)        | NSÍ Runavík (4. hely)            |
| Kalmar FF (kd)                     | İnter Bakı (3. hely)            | Flamurtari Vlorë (4. hely)    | Jeunesse Esch (2. hely)          |
| Borac Banja Luka (3. hely)         | NK Celje (kd)                   | Nõmme Kalju (2. hely)         | Grevenmacher (3. hely)           |
| FK Sarajevo (4. hely)              | Olimpija Ljubljana (2. hely)    | Narva Trans (3. hely or kgy)  | Differdange 03 (4. hely)         |
| Jyväskylän JK (3. hely)            | Mura 05 (3. hely)               | Levadia Tallinn (kgy)         | FC Santa Coloma (kgy)            |
| KuPS (kd)                          | Renova (kgy)                    | Bangor City (2. hely)         | UE Santa Coloma (3. hely)        |
| St. Patrick’s Athletic (4. hely)   | Metalurg Szkopje (2. hely)      | Llanelli AFC (R.)             | La Fiorita (kgy)                 |
| Bohemians (5. hely)IRL             | Skendija 79 (3. hely)           | Cefn Druids (kd)              | Libertas (2. hely)               |
| Budapest Honvéd FC (4. hely)HUN    | FH (2. hely)                    | Sirak (kgy)                   | Stabæk (s.r.)                    |
| MTK Budapest (kd)                  | ÍBV (3. hely)                   | Gandzaszar (2. hely)          | MYPA (s.r.)                      |
| Dacia Chișinău (2. hely)           | Þór Akureyri (kd)               | Pjunik (3. hely)              | Twente (s.r.)                    |
| Zimbru Chișinău (3. hely)          | Ordabaszi (kgy)                 | Hibernians (kgy)              |                                  |
| Sūduva Marijampolė (3. hely)       | Zsetiszu (2. hely)              | Birkirkara (3. hely)          |                                  |

Jegyzetek
- Anglia (ENG): A Tottenham Hotspur a bajnokok-ligája indulást érő negyedik helyen végzett. Azonban a bajnokság hatodik helyezettje, a Chelsea megnyerte a 2011–2012-es UEFA-bajnokok ligáját, ezért a címvédő jogán a 2012–13-as bajnokok ligájában indulhatott. A BL-ben egy országból maximum négy csapat vehetett részt, ezért a Tottenham az Európa-ligában indulhatott.

- Csehország (CZE): A Sigma Olomouc csapatát a Cseh Labdarúgó-szövetség bundázás miatt megbüntette, ezért az UEFA kizárta a csapatot az Európa-ligából. Helyette a bajnoki negyedik helyezett Mladá Boleslav indulhatott.[5]

- Görögország (GRE): Az AÉK, a 2011–2012-es görög bajnokság második helyezettje nem kapott UEFA-licencet pénzügyi gondok miatt, ezért helyette a bajnoki hatodik helyezett Asztérasz Trípolisz indulhatott.

- Írország (IRL): A 2011–2012-es ír bajnokság harmadik helyezettjét, a Derry City-t két éve három évre kizárták, ezért helyette az ötödik helyezett Bohemians indulhat.[6]

- Magyarország (HUN): A harmadik helyezett Győri ETO FC-t az UEFA kizárta, ezért a negyedik helyezett csapat indulhatott.[7]

- Málta (MLT): A Qormi, a 2011–2012-es máltai labdarúgókupa döntőse, az Európa-ligában indulási jogot szerző Hibernians ellen játszik. A Qormi nem kapott UEFA-licencet, ezért helyette a 2011–2012-es máltai bajnokság negyedik helyezettje, a Floriana szerzett indulási jogot.[8]

- Skócia (SCO): A 2011–2012-es skót bajnokság második helyezettje nem tudott időben UEFA-licencet szerezni.[9] Ezért helyette a bajnokság hatodik helyezettje, a St. Johnstone indulhatott.

- Törökország (TUR): A 2011–2012-es török bajnokság negyedik helyezettjét, a Beşiktaş JK-t a klub pénzügyi nehézségei miatt az UEFA kizárta.[10] Helyette a bajnokság hatodik helyezettje, az Eskişehirspor indulhatott. Eredetileg az ötödik helyezett Bursasport is kizárták, de a Nemzetközi Sportdöntőbíróság visszavonta az UEFA ítéletét.[11]

## Fordulók és időpontok
| Szakasz        | Forduló          | Sorsolás dátuma              | 1. mérkőzés                                  | 2. mérkőzés                                  |
| -------------- | ---------------- | ---------------------------- | -------------------------------------------- | -------------------------------------------- |
| Selejtezők     | 1. forduló       | 2012. június 25.             | 2012. július 5.                              | 2012. július 12.                             |
| Selejtezők     | 2. forduló       | 2012. június 25.             | 2012. július 19.                             | 2012. július 26.                             |
| Selejtezők     | 3. forduló       | 2012. július 20.             | 2012. augusztus 2.                           | 2012. augusztus 9.                           |
| Selejtezők     | Rájátszás        | 2012. augusztus 10.          | 2012. augusztus 23.                          | 2012. augusztus 30.                          |
| Csoportkör     | 1. mérkőzésnap   | 2012. augusztus 31. (Monaco) | 2012. szeptember 20.                         | 2012. szeptember 20.                         |
| Csoportkör     | 2. mérkőzésnap   | 2012. augusztus 31. (Monaco) | 2012. október 4.                             | 2012. október 4.                             |
| Csoportkör     | 3. mérkőzésnap   | 2012. augusztus 31. (Monaco) | 2012. október 25.                            | 2012. október 25.                            |
| Csoportkör     | 4. mérkőzésnap   | 2012. augusztus 31. (Monaco) | 2012. november 8.                            | 2012. november 8.                            |
| Csoportkör     | 5. mérkőzésnap   | 2012. augusztus 31. (Monaco) | 2012. november 22.                           | 2012. november 22.                           |
| Csoportkör     | 6. mérkőzésnap   | 2012. augusztus 31. (Monaco) | 2012. december 6.                            | 2012. december 6.                            |
| Egyenes kiesés | 16 közé jutásért | 2012. december 20.           | 2013. február 14.                            | 2013. február 21.                            |
| Egyenes kiesés | Nyolcaddöntők    | 2012. december 20.           | 2013. március 7.                             | 2013. március 14.                            |
| Egyenes kiesés | Negyeddöntők     | 2013. március 15.            | 2013. április 4.                             | 2013. április 11.                            |
| Egyenes kiesés | Elődöntők        | 2013. március 15.            | 2013. április 25.                            | 2013. május 2.                               |
| Egyenes kiesés | Döntő            | 2013. március 15.            | 2013. május 15., Amsterdam ArenA, Amszterdam | 2013. május 15., Amsterdam ArenA, Amszterdam |

## Selejtezők

### 1. selejtezőkör
Ebben a körben 74 csapat vett részt.
| Kiemelt csapatok - Twente (57,103) - Lech Poznań (22,483) - Rosenborg (20,935) - Elfsborg (10,180) - Kalmar FF (7,180) - Aktöbe FK (5,066) - St. Patrick’s Athletic (4,975) - Stabæk (4,935) - FK Homel (4,641) - Olimpi Rusztavi (4,233) - FK Sarajevo (4,183) - Bohemians (3,975) - FK Senica (3,974) - NK Osijek (3,774) - FH (3,566) - Levadia Tallinn (3,533) - Pjunik (3,441) - Dacia Chișinău (3,349) - Bakı FK (3,241) - Borac Banja Luka (3,183) - Liepājas Metalurgs (3,174) - Bangor City (3,049) - Differdange 03 (2,966) - Budapest Honvéd FC (2,950) - Sūduva Marijampolė (2,875) - FK Jagodina (2,850) - MYPA (2,826) - KF Tirana (2,783) - Olimpija Ljubljana (2,674) - Renova (2,633) - İnter Bakı (2,491) - Rudar Pljevlja (2,375) - KuPS (2,326) - Skendija 79 (2,133) - Birkirkara (2,116) - EB/Streymur (2,033) - Xəzər Lənkəran (1,991) | Nem kiemelt csapatok - MTK Budapest (1,950) - Metalurg Szkopje (1,883) - FK Šiauliai (1,875) - Zimbru Chișinău (1,849) - Jyväskylän JK (1,826) - Flamurtari Vlorë (1,783) - Cliftonville (1,766) - Torpedo Kutaiszi (1,733) - FC Santa Coloma (1,700) - Llanelli (1,549) - Crusaders (1,516) - Jeunesse Esch (1,466) - Mura 05 (1,424) - NK Celje (1,424) - Daugava Daugavpils (1,424) - Zeta (1,375) - ÍBV (1,316) - Narva Trans (1,283) - Hibernians (1,116) - Floriana (1,116) - Þór Akureyri (1,066) - Ordabaszi (1,066) - Zsetiszu (1,066) - Nõmme Kalju (1,033) - NSÍ Runavík (1,033) - Portadown (1,016) - Grevenmacher (0,966) - Gandzaszar (0,941) - Čelik Nikšić (0,875) - Eschen/Mauren (0,800) - Teuta Durrës (0,783) - Víkingur (0,783) - UE Santa Coloma (0,700) - Cefn Druids (0,549) - Sirak (0,441) - La Fiorita (0,183) - Libertas (0,183) |

#### Párosítások
A párosításokat 2012. június 25-én sorsolták. Az első mérkőzéseket július 5-én, a visszavágókat július 12-én játszották.
| 1. csapat              | Össz.       | 2. csapat          | 1. mérk. | 2. mérk.   |
| ---------------------- | ----------- | ------------------ | -------- | ---------- |
| Narva Trans            | 0–71        | İnter Bakı         | 0–5      | 0–2        |
| MTK Budapest           | 2–31        | FK Senica          | 1–1      | 1–2        |
| KF Tirana              | 2–0         | Grevenmacher       | 2–0      | 0–0        |
| Torpedo Kutaiszi       | 1–2         | Aktöbe FK          | 1–1      | 0–1        |
| Borac Banja Luka       | 3–3 (i.g.)  | Čelik Nikšić       | 2–2      | 1–1        |
| Bakı FK                | 0–2         | Mura 05            | 0–0      | 0–2        |
| Elfsborg               | 12–0        | Floriana FC        | 8–0      | 4–0        |
| Renova                 | 8–0         | Libertas           | 4–0      | 4–0        |
| FC Santa Coloma        | 1–4         | NK Osijek          | 0–1      | 1–3        |
| FK Jagodina            | 0–1         | Ordabaszi          | 0–1      | 0–0        |
| Differdange 03         | 6–0         | NSÍ Runavík        | 3–0      | 3–0        |
| Crusaders              | 0–41        | Rosenborg          | 0–3      | 0–1        |
| Cefn Druids            | 0–51        | MYPA               | 0–0      | 0–5        |
| Levadia Tallinn        | 2–2 (i.g.)1 | FK Šiauliai        | 1–0      | 1–2        |
| Bohemians              | 1–5         | Þór Akureyri       | 0–0      | 1–5        |
| FK Sarajevo            | 9–6         | Hibernians         | 5–2      | 4–4        |
| Twente                 | 9–0         | UE Santa Coloma    | 6–0      | 3–0        |
| Rudar Pljevlja         | 1–2         | Sirak              | 0–1      | 1–1        |
| Flamurtari Vlorë       | 0–3         | Budapest Honvéd    | 0–1      | 0–2        |
| Dacia Chișinău         | 2–0         | NK Celje           | 1–0      | 1–0        |
| Sūduva Marijampolė     | 3–3 (i.g.)  | Daugava Daugavpils | 0–1      | 3–2        |
| KuPS                   | 3–2         | Llanelli AFC       | 2–1      | 1–1        |
| Cliftonville           | 1–41        | Kalmar FF          | 1–0      | 0–4        |
| Víkingur               | 0–10        | FK Homel           | 0–6      | 0–4        |
| FH                     | 3–1         | Eschen/Mauren      | 2–1      | 1–0        |
| Lech Poznań            | 3–1         | Zsetiszu           | 2–0      | 1–1        |
| Xəzər Lənkəran         | 4–2         | Nõmme Kalju        | 2–2      | 2–0        |
| Birkirkara FC          | 2–2 (i.g.)  | Metalurg Szkopje   | 2–2      | 0–0        |
| Pjunik                 | 2–41        | Zeta               | 0–3      | 2–1        |
| Teuta Durrës           | 1–9         | Olimpi Rusztavi    | 0–3      | 1–6        |
| Olimpija Ljubljana     | 6–0         | Jeunesse Esch      | 3–0      | 3–0        |
| EB/Streymur            | 3–3 (i.g.)  | Gandzaszar         | 3–1      | 0–2        |
| St. Patrick’s Athletic | 2–2 (i.g)   | ÍBV                | 1–0      | 1–2 (h.u.) |
| La Fiorita             | 0–61        | Liepājas Metalurgs | 0–2      | 0–4        |
| Jyväskylän JK          | 4–3         | Stabæk             | 2–0      | 2–3        |
| Bangor City            | 1–21        | Zimbru Chișinău    | 0–0      | 1–2        |
| Skendija 79            | 1–2         | Portadown          | 0–0      | 1–2        |

Jegyzet
 1.: Az eredeti sorsoláshoz képest a pályaválasztói jogot felcserélték.

### 2. selejtezőkör
Ebben a körben 80 csapat vett részt. 37 csapat az 1. selejtezőkör továbbjutójaként, és itt csatlakozott 43 csapat.
| Kiemelt csapatok - Twente (T) (57,103) - APÓEL (33,599) - Lech Poznań (T) (22,483) - Rosenborg (T) (20,935) - Anórthoszisz (17,099) - Young Boys (16,860) - Viktoria Plzeň (14,070) - KAA Gent (12,480) - Legia Warszawa (11,983) - Levszki Szofija (11,850) - Crvena zvezda (10,850) - Metalurh Doneck (10,526) - CSZKA Szofija (10,350) - Elfsborg (T) (10,180) - Anzsi Mahacskala (9,566) - Vitesse (9,103) - Mladá Boleslav (9,070) - Rapid București (8,764) - Slovan Bratislava (7,974) - Hajduk Split (7,774) - Asztérasz Trípolisz (7,420) - Bné Jehúdá (7,400) - Kalmar FF (T) (7,180) - Eskişehirspor (6,810) - Ried (6,765) - AIK (5,680) - Aarhus GF (5,505) - Aalesunds FK (5,435) - Makkabi Netánjá (5,400) - Servette (5,360) - Admira Wacker (5,265) - Aktöbe FK (T) (5,066) - Ruch Chorzów (4,983) - St. Patrick’s Athletic (T) (4,975) - Spartak Trnava (4,974) - Tromsø IL (4,935) - Jyväskylän JK (T) (4,935) - Slaven Belupo (4,774) - FK Homel (T) (4,641) - FK Vojvodina (4,350) | Nem kiemelt csapatok - Olimpi Rusztavi (T) (4,233) - St. Johnstone (4,228) - FK Sarajevo (T) (4,183) - Naftan (4,141) - Sahcjor Szalihorszk (4,141) - Þór Akureyri (T) (3,975) - FK Senica (T) (3,974) - Inter Turku (3,826) - NK Osijek (T) (3,774) - FH (T) (3,566) - Levadia Tallinn (T) (3,533) - Videoton (3,450) - FK Zeta (T) (3,441) - Dacia Chișinău (T) (3,349) - Mura 05 (T) (3,241) - Čelik Nikšić (T) (3,183) - Liepājas Metalurgs (T) (3,174) - Zimbru Chișinău (T) (3,049) - Differdange 03 (T) (2,966) - Budapest Honvéd FC (T) (2,950) - Široki Brijeg (2,933) - Skonto (2,924) - Sūduva Marijampolė (T) (2,875) - Lokomotiv Plovdiv (2,850) - Ordabaszi (T) (2,850) - MYPA (T) (2,826) - KF Tirana (T) (2,783) - Sligo Rovers (2,725) - Olimpija Ljubljana (T) (2,674) - Renova (T) (2,633) - İnter Bakı (T) (2,491) - Sirak (T) (2,375) - KuPS (T) (2,326) - Portadown (T) (2,133) - Metalurg Szkopje (T) (2,116) - Gandzaszar (T) (2,033) - Xəzər Lənkəran (T) (1,991) - Dila Gori (1,733) - Milsami Orhei (1,599) - Žalgiris Vilnius (1,375) |

Jegyzetek
- T: Az 1. selejtezőkörből továbbjutott csapat, a sorsoláskor nem volt ismert.
- A dőlt betűvel írt csapatok az 1. selejtezőkörben egy magasabb együtthatóval rendelkező csapat ellen győztek, és az ellenfél együtthatóját hozták magukkal.

#### Párosítások
A párosításokat 2012. június 25-én sorsolták. Az első mérkőzéseket július 19-én, a visszavágókat július 26-án játszották.
| 1. csapat           | Össz.        | 2. csapat              | 1. mérk. | 2. mérk.   |
| ------------------- | ------------ | ---------------------- | -------- | ---------- |
| Xəzər Lənkəran      | 1–2          | Lech Poznań            | 1–1      | 0–1        |
| Eskişehirspor       | 3–1          | St. Johnstone          | 2–0      | 1–1        |
| Hajduk Split        | 2–1          | Skonto                 | 2–0      | 0–1        |
| AIK                 | 2–1          | FH                     | 1–1      | 1–0        |
| Renova              | 1–2          | FK Homel               | 0–2      | 1–0        |
| Naftan              | 6–7          | Crvena zvezda          | 3–4      | 3–3        |
| FK Vojvodina        | 5–1          | Sūduva Marijampolė     | 1–1      | 4–0        |
| Jyväskylän JK       | 3–3 (i.g.)   | Zeta                   | 3–2      | 0–1        |
| Young Boys          | 1–1 (t. 4–1) | Zimbru Chișinău        | 1–0      | 0–1 (h.u.) |
| Lokomotiv Plovdiv   | 5–7          | Vitesse                | 4–4      | 1–3        |
| KF Tirana           | 1–6          | Aalesunds FK           | 1–1      | 0–5        |
| Metalurh Doneck     | 11–2         | Čelik Nikšić           | 7–0      | 4–2        |
| Makkabi Netánjá     | 2–2 (i.g)    | KuPS                   | 1–2      | 1–0        |
| FK Mladá Boleslav   | 4–0          | Þór Akureyri           | 3–0      | 1–0        |
| Levadia Tallinn     | 1–6          | Anórthoszisz           | 1–3      | 0–3        |
| Milsami Orhei       | 4–5          | Aktöbe FK              | 4–2      | 0–3        |
| Slaven Belupo       | 10–2         | Portadown              | 6–0      | 4–2        |
| Servette            | 5–1          | Gandzaszar             | 2–0      | 3–1        |
| Twente              | 6–1          | Inter Turku            | 1–1      | 5–0        |
| Žalgiris Vilnius    | 2–6          | Admira Wacker          | 1–1      | 1–5        |
| NK Osijek           | 1–6          | Kalmar FF              | 1–3      | 0–3        |
| Slovan Bratislava   | 1–1 (i.g.)   | Videoton               | 1–1      | 0–0        |
| Rapid București     | 5–1          | MYPA                   | 3–1      | 2–0        |
| Olimpi Rusztavi     | 1–51         | Viktoria Plzeň         | 1–3      | 0–2        |
| Mura 05             | 1–1 (i.g.)   | CSZKA Szofija          | 0–0      | 1–1        |
| İnter Bakı          | 2–2 (t. 2–4) | Asztérasz Trípolisz    | 1–1      | 1–1 (h.u.) |
| Differdange 03      | 2–41         | KAA Gent               | 0–1      | 2–3        |
| Anzsi Mahacskala    | 5–0          | Budapest Honvéd        | 1–0      | 4–0        |
| Levszki Szofija     | 2–3          | FK Sarajevo            | 1–0      | 1–3        |
| Liepājas Metalurgs  | 3–7          | Legia Warszawa         | 2–2      | 1–5        |
| Sahcjor Szalihorszk | 1–1 (i.g.)   | Ried                   | 1–1      | 0–0        |
| Bné Jehúdá          | 3–0          | Sirak                  | 2–0      | 1–0        |
| Rosenborg           | 4–3          | Ordabaszi              | 2–2      | 2–1        |
| Spartak Trnava      | 4–2          | Sligo Rovers           | 3–1      | 1–1        |
| Dacia Chișinău      | 1–2          | Elfsborg               | 1–0      | 0–2        |
| NK Široki Brijeg    | 2–3          | St. Patrick’s Athletic | 1–1      | 1–2 (h.u.) |
| APÓEL               | 3–0          | FK Senica              | 2–0      | 1–0        |
| Ruch Chorzów        | 6–1          | Metalurg Szkopje       | 3–1      | 3–0        |
| Aarhus GF           | 2–5          | Dila Gori              | 1–2      | 1–3        |
| Olimpija Ljubljana  | 0–1          | Tromsø IL              | 0–0      | 0–1 (h.u.) |

Jegyzet
 1.: Az eredeti sorsoláshoz képest a pályaválasztói jogot felcserélték.

### 3. selejtezőkör
Ebben a körben 58 csapat vett részt. 40 csapat a 2. selejtezőkör továbbjutójaként, és itt csatlakozott 18 csapat.
| - Internazionale (104,996) - Liverpool FC (90,882) - Olympique de Marseille (85,835) - Twente (T) (57,103) - Athletic Bilbao (47,837) - APÓEL (T) (33,599) - Hannover 96 (31,037) - PAÓK (27,920) - Steaua București (26,764) - Sparta Praha (25,570) - Lech Poznań (T) (22,483) - Rosenborg (T) (20,935) - SC Heerenveen (20,103) - Anórthoszisz (T) (17,099) - Young Boys (T) (16,860) - KRC Genk (16,480) - Viktoria Plzeň (T) (14,070) - Bursaspor (T) (13,310) - Marítimo (12,569) - KAA Gent (T) (12,480) - Rapid Wien (12,265) - Legia Warszawa (T) (11,983) - FK Sarajevo (T) (11,850) - Gyinamo Moszkva (11,066) - Crvena zvezda (T) (10,850) - Metalurh Doneck (T) (10,526) - Mura 05 (T) (10,350) - Elfsborg (T) (10,180) - Anzsi Mahacskala (T) (9,566) | - Vitesse (T) (9,103) - Omónia (9,099) - Mladá Boleslav (T) (9,070) - Arszenal Kijiv (9,026) - Rapid București (T) (8,764) - Videoton (T) (7,974) - Hajduk Split (T) (7,774) - Asztérasz Trípolisz (T) (7,420) - Bné Jehúdá (T) (7,400) - Kalmar FF (T) (7,180) - Eskişehirspor (6,810) - Ried (T) (6,765) - Dundee United (6,228) - AIK (T) (5,680) - Dila Gori (T) (5,505) - AC Horsens (5,505) - Aalesunds FK (T) (5,435) - KuPS (T) (5,400) - Servette (T) (5,360) - Admira Wacker (T) (5,265) - Aktöbe FK (T) (5,066) - Ruch Chorzów (T) (4,983) - St. Patrick’s Athletic (T) (4,975) - Spartak Trnava (T) (4,974) - Tromsø IL (T) (4,935) - Slaven Belupo (T) (4,774) - FK Homel (T) (4,641) - FK Vojvodina (T) (4,350) - FK Zeta (1,826) |

Jegyzetek
- T: A 2. selejtezőkörből továbbjutott csapat, a sorsoláskor nem volt ismert.
- A dőlt betűvel írt csapatok a 2. selejtezőkörben egy magasabb együtthatóval rendelkező csapat ellen győztek, és az ellenfél együtthatóját hozták magukkal.

#### Párosítások
A párosításokat 2012. július 20-án sorsolták. Az első mérkőzéseket augusztus 2-án, a visszavágókat augusztus 9-én játszották.
| 1. csapat              | Össz.        | 2. csapat              | 1. mérk. | 2. mérk.   |
| ---------------------- | ------------ | ---------------------- | -------- | ---------- |
| Videoton               | 4–0          | KAA Gent               | 1–0      | 3–0        |
| AIK                    | 3–1          | Lech Poznań            | 3–0      | 0–1        |
| Eskişehirspor          | 1–4          | Olympique de Marseille | 1–1      | 0–3        |
| Crvena zvezda          | 0–0 (t. 6–5) | Omónia                 | 0–0      | 0–0 (h.u.) |
| FK Sarajevo            | 2–2 (i.g.)   | Zeta                   | 2–1      | 0–1        |
| Admira Wacker          | 2–4          | Sparta Praha           | 0–2      | 2–2        |
| Kalmar FF              | 1–3          | Young Boys             | 1–0      | 0–3        |
| Dundee United          | 2–7          | Gyinamo Moszkva        | 2–2      | 0–5        |
| Arszenal Kijiv         | 2–3          | Mura 05                | 0–32     | 2–0        |
| KuPS                   | 1–61         | Bursaspor              | 1–0      | 0–6        |
| Steaua București       | 3–1          | Spartak Trnava         | 0–1      | 3–0        |
| FK Homel               | 0–4          | Liverpool FC           | 0–1      | 0–3        |
| Ried                   | 3–4          | Legia Warszawa         | 2–1      | 1–3        |
| St. Patrick’s Athletic | 0–5          | Hannover 96            | 0–3      | 0–2        |
| Servette               | 1–1 (i.g.)   | Rosenborg              | 1–1      | 0–0        |
| Athletic Bilbao        | 4–3          | Slaven Belupo          | 3–1      | 1–2        |
| Anzsi Mahacskala       | 4–0          | Vitesse                | 2–0      | 2–0        |
| Asztérasz Trípolisz    | 1–1 (i.g.)   | Marítimo               | 1–1      | 0–0        |
| SC Heerenveen          | 4–11         | Rapid București        | 4–0      | 0–1        |
| Ruch Chorzów           | 0–7          | Viktoria Plzeň         | 0–2      | 0–5        |
| AC Horsens             | 4–3          | Elfsborg               | 1–1      | 3–2        |
| APÓEL                  | 3–1          | Aalesunds FK           | 2–1      | 1–0        |
| Hajduk Split           | 2–31         | Internazionale         | 0–3      | 2–0        |
| FK Vojvodina           | 2–3          | Rapid Wien             | 2–1      | 0–2        |
| KRC Genk               | 4–2          | Aktöbe FK              | 2–1      | 2–1        |
| Tromsø IL              | 2–1          | Metalurh Doneck        | 1–1      | 1–0        |
| Twente                 | 4–0          | FK Mladá Boleslav      | 2–0      | 2–0        |
| Bné Jehúdá             | 1–6          | PAÓK                   | 0–2      | 1–4        |
| Dila Gori              | 29.          | Anórthoszisz           | 0–1      | 3–03       |

Jegyzet
- 1.: Az eredeti sorsoláshoz képest a pályaválasztói jogot felcserélték.

- 2.: A mérkőzést az UEFA 3–0-s eredménnyel a Mura 05 javára írta Éric Matoukou jogosulatlan szereplése miatt.[12]

- 3.: A mérkőzés a 82. percben a Dila Gori 3–0-s vezetésénél rendbontás miatt félbeszakadt. A mérkőzés eredményét az UEFA helyben hagyta.[13]

### Rájátszás
Ebben a körben 62 csapat vett részt. 29 csapat a 3. selejtezőkör továbbjutójaként, és itt csatlakozott 19 csapat, valamint 14 vesztes az UEFA-bajnokok ligája 3. selejtezőköréből.
| - Internazionale (104,996) - Liverpool FC (90,882) - Olympique de Marseille (85,835) - Sporting CP (82,069) - CSZKA Moszkva (80,566) - PSV Eindhoven (76,103) - Girondins de Bordeaux (58,835) - Twente (57,103) - Stuttgart (55,037) - Metaliszt Harkiv (52,526) - Athletic Bilbao (47,837) - AZ (44,103) - Club Brugge (35,480) - APÓEL (33,599) - Hapóél Tel-Aviv (31,400) - Hannover 96 (31,037) - Lazio (29,996) - PAÓK (27,920) - Steaua București (26,764) - Sparta Praha (25,570) - Rosenborg (20,935) - SC Heerenveen (20,103) - Trabzonspor (19,810) - Dila Gori (17,099)* - Newcastle United (16,882) - Young Boys (16,860) - Levante UD (16,837) - KRC Genk (16,480) - Partizan (14,350) - Viktoria Plzeň (14,070) - Dnyipro Dnyipropetrovszk (14,026) | - FC Vaslui (13,764) - Bursaspor (13,310) - Dinamo București (13,264) - Feyenoord (12,603) - Marítimo (12,569) - Rapid Wien (12,265) - Legia Warszawa (11,983) - Gyinamo Moszkva (11,066) - Crvena zvezda (10,850) - Sheriff Tiraspol (9,849) - Anzsi Mahacskala (9,566) - Debreceni VSC (7,950) - Atrómitosz (7,420) - Hearts (7,228) - Motherwell FC (6,728) - Midtjylland (6,505) - KSC Lokeren (6,480) - FC Luzern (6,360) - AIK (5,680) - Slovan Liberec (5,570) - AC Horsens (5,505) - Śląsk Wrocław (5,483) - HJK (5,326) - Tromsø IL (4,935) - Ekranas (4,875) - Molde FK (3,935) - Videoton (3,450) - F91 Dudelange (2,716) - Neftçi (2,241) - Mura 05 (1,424) - FK Zeta (1,375) |

* - A sorsolás időpontjában a csapat neve nem volt ismert a félbeszakadt Dila Gori–Anórthoszisz mérkőzés miatt. Később a Dila Gori lett a továbbjutó, ezért az Anórthoszisz együtthatóját hozta magával, amely magasabb együtthatóval rendelkezett.

#### Párosítások
A párosításokat 2012. augusztus 10-én sorsolták. Az első mérkőzéseket augusztus 23-án, a visszavágókat augusztus 30-án játszották.
| 1. csapat        | Össz.        | 2. csapat                | 1. mérk. | 2. mérk.   |
| ---------------- | ------------ | ------------------------ | -------- | ---------- |
| Anzsi Mahacskala | 6–0          | AZ                       | 1–0      | 5–0        |
| Neftçi           | 4–21         | APÓEL                    | 1–1      | 3–1        |
| Atrómitosz       | 1–2          | Newcastle United         | 1–1      | 0–1        |
| Tromsø IL        | 3–3 (i.g.)   | Partizan                 | 3–2      | 0–1        |
| FC Vaslui        | 2–4          | Internazionale           | 0–2      | 2–2        |
| Hearts           | 1–2          | Liverpool FC             | 0–1      | 1–1        |
| Athletic Bilbao  | 9–3          | HJK                      | 6–0      | 3–3        |
| Marítimo         | 3–0          | Dila Gori                | 1–0      | 2–0        |
| Molde FK         | 4–1          | SC Heerenveen            | 2–0      | 2–1        |
| Debreceni VSC    | 1–7          | Club Brugge              | 0–3      | 1–4        |
| Sheriff Tiraspol | 1–2          | Olympique de Marseille   | 1–2      | 0–0        |
| Trabzonspor      | 0–0 (t. 2–4) | Videoton                 | 0–0      | 0–0 (h.u.) |
| Midtjylland      | 2–3          | Young Boys               | 0–3      | 2–0        |
| Śląsk Wrocław    | 4–10         | Hannover 96              | 3–5      | 1–5        |
| Dinamo București | 1–4          | Metaliszt Harkiv         | 0–2      | 1–2        |
| AC Horsens       | 1–6          | Sporting                 | 1–1      | 0–5        |
| F91 Dudelange    | 1–71         | Hapóél Tel-Aviv          | 1–3      | 0–4        |
| Feyenoord        | 2–4          | Sparta Praha             | 2–2      | 0–2        |
| Motherwell FC    | 0–3          | Levante                  | 0–2      | 0–1        |
| Crvena zvezda    | 2–3          | Girondins de Bordeaux    | 0–0      | 2–3        |
| KSC Lokeren      | 2–2 (i.g.)   | Viktoria Plzeň           | 2–1      | 0–1        |
| Mura 05          | 1–51         | Lazio                    | 0–2      | 1–3        |
| AIK              | 2–1          | CSZKA Moszkva            | 0–1      | 2–0        |
| Legia Warszawa   | 2–3          | Rosenborg                | 1–1      | 1–2        |
| Bursaspor        | 4–5          | Twente                   | 3–1      | 1–4 (h.u.) |
| Ekranas          | 0–51         | Steaua București         | 0–2      | 0–3        |
| Slovan Liberec   | 4–6          | Dnyipro Dnyipropetrovszk | 2–2      | 2–4        |
| VfB Stuttgart    | 3–1          | Gyinamo Moszkva          | 2–0      | 1–1        |
| PAÓK             | 2–4          | Rapid Wien               | 2–1      | 0–3        |
| FC Luzern        | 2–3          | KRC Genk                 | 2–1      | 0–2        |
| Zeta             | 0–14         | PSV Eindhoven            | 0–5      | 0–9        |

## Csoportkör
A csoportkörben a címvédő, a rangsor szerinti első hat ország kupagyőztes csapata, a rájátszásból győztes 31 csapat, valamint az UEFA-bajnokok ligája rájátszásából búcsúzó 10 csapat vett részt.
A csoportkörben 12, egyaránt négycsapatos csoportot képeztek. A csoportokban a csapatok körmérkőzéses, oda-visszavágós rendszerben mérkőztek meg egymással. A csoportok első két helyén végző csapata az egyenes kieséses szakaszba jutott, a harmadik és negyedik helyezettek kiestek. A csoportokat 2012. augusztus 31-én sorsolták Monacóban.
| 1. kalap - Atlético de Madrid (CV) (100,837) - Internazionale (104,996) - Olympique Lyonnais (94,835) - Liverpool FC (90,882) - Olympique de Marseille (85,835) - Sporting CP (82,069) - PSV Eindhoven (76,103) - Tottenham Hotspur (66,882) - Bayer Leverkusen (60,037) - Girondins de Bordeaux (58,835) - Twente (57,103) - VfB Stuttgart (55,037) 2. kalap - FC Basel (B) (53,360) - Metaliszt Harkiv (52,526) - Panathinaikósz (NB) (50,920) - Athletic Bilbao (47,837) - FC København (NB) (46,505) - Fenerbahçe (NB) (41,615) - Rubin Kazany (40,566) - Napoli (39,996) - Udinese Calcio (NB) (38,996) - Club Brugge (35,480) - Hapóél Tel-Aviv (31,400) - Hannover 96 (31,037) | 3. kalap - Lazio (29,996) - Steaua București (26,764) - Sparta Praha (25,570) - Rosenborg (20,935) - Newcastle United (16,882) - Young Boys (16,860) - Levante UD (16,837) - KRC Genk (16,480) - Borussia Mönchengladbach (NB) (15,037) - Partizan (14,350) - Viktoria Plzeň (14,070) - Dnyipro Dnyipropetrovszk (14,026) 4. kalap - Helsingborgs IF (B) (12,680) - Marítimo (12,569) - Rapid Wien (12,265) - Académica de Coimbra (11,069) - Anzsi Mahacskala (9,566) - NK Maribor (B) (6,424) - AIK (5,680) - AÉ Lemeszú (B) (5,099) - Íróní Kirjat Smóná (B) (4,400) - Molde FK (3,935) - Videoton (3,450) - Neftçi (2,241) |

### A csoport
| Csapat           | M | Gy | D | V | G+ | G– | Gk | P  |
| ---------------- | - | -- | - | - | -- | -- | -- | -- |
| Liverpool FC     | 6 | 3  | 1 | 2 | 11 | 9  | +2 | 10 |
| Anzsi Mahacskala | 6 | 3  | 1 | 2 | 7  | 5  | +2 | 10 |
| Young Boys       | 6 | 3  | 1 | 2 | 14 | 13 | +1 | 10 |
| Udinese Calcio   | 6 | 1  | 1 | 4 | 7  | 12 | –5 | 4  |

|                  | LIV | UDI | YOU | MAH |
| ---------------- | --- | --- | --- | --- |
| Liverpool FC     |     | 2–3 | 2–2 | 1–0 |
| Udinese Calcio   | 0–1 |     | 2–3 | 1–1 |
| Young Boys       | 3–5 | 3–1 |     | 3–1 |
| Anzsi Mahacskala | 1–0 | 2–0 | 2–0 |     |

### B csoport
| Csapat             | M | Gy | D | V | G+ | G– | Gk | P  |
| ------------------ | - | -- | - | - | -- | -- | -- | -- |
| Viktoria Plzeň     | 6 | 4  | 1 | 1 | 11 | 4  | +7 | 13 |
| Atlético de Madrid | 6 | 4  | 0 | 2 | 7  | 4  | +3 | 12 |
| Académica          | 6 | 1  | 2 | 3 | 6  | 9  | –3 | 5  |
| Hapóél Tel-Aviv    | 6 | 1  | 1 | 4 | 4  | 11 | –7 | 4  |

|                      | ATM | HAP | PLZ | ACA |
| -------------------- | --- | --- | --- | --- |
| Atlético de Madrid   |     | 1–0 | 1–0 | 2–1 |
| Hapóél Tel-Aviv      | 0–3 |     | 1–2 | 2–0 |
| Viktoria Plzeň       | 1–0 | 4–0 |     | 3–1 |
| Académica de Coimbra | 2–0 | 1–1 | 1–1 |     |

### C csoport
| Csapat                   | M | Gy | D | V | G+ | G– | Gk | P  |
| ------------------------ | - | -- | - | - | -- | -- | -- | -- |
| Fenerbahçe               | 6 | 4  | 1 | 1 | 10 | 7  | +3 | 13 |
| Borussia Mönchengladbach | 6 | 3  | 2 | 1 | 11 | 6  | +5 | 11 |
| Olympique de Marseille   | 6 | 1  | 2 | 3 | 9  | 11 | –2 | 5  |
| AÉ Lemeszú               | 6 | 1  | 1 | 4 | 4  | 10 | –6 | 4  |

|                          | MAR | FEN | MÖN | LEM |
| ------------------------ | --- | --- | --- | --- |
| Olympique de Marseille   |     | 0–1 | 2–2 | 5–1 |
| Fenerbahçe               | 2–2 |     | 0–3 | 2–0 |
| Borussia Mönchengladbach | 2–0 | 2–4 |     | 2–0 |
| AÉ Lemeszú               | 3–0 | 0–1 | 0–0 |     |

### D csoport
| Csapat                | M | Gy | D | V | G+ | G– | Gk | P  |
| --------------------- | - | -- | - | - | -- | -- | -- | -- |
| Girondins de Bordeaux | 6 | 4  | 1 | 1 | 10 | 5  | +5 | 13 |
| Newcastle United      | 6 | 2  | 3 | 1 | 7  | 5  | +2 | 9  |
| Marítimo              | 6 | 1  | 3 | 2 | 4  | 6  | –2 | 6  |
| Club Brugge           | 6 | 1  | 1 | 4 | 6  | 11 | –5 | 4  |

|                       | BOR | BRU | NEW | MAR |
| --------------------- | --- | --- | --- | --- |
| Girondins de Bordeaux |     | 4–0 | 2–0 | 1–0 |
| Club Brugge           | 1–2 |     | 2–2 | 2–0 |
| Newcastle United      | 3–0 | 1–0 |     | 1–1 |
| Marítimo              | 1–1 | 2–1 | 0–0 |     |

### E csoport
| Csapat           | M | Gy | D | V | G+ | G– | Gk | P  |
| ---------------- | - | -- | - | - | -- | -- | -- | -- |
| Steaua București | 6 | 3  | 2 | 1 | 9  | 9  | 0  | 11 |
| VfB Stuttgart    | 6 | 2  | 2 | 2 | 9  | 6  | +3 | 8  |
| FC København     | 6 | 2  | 2 | 2 | 5  | 6  | –1 | 8  |
| Molde FK         | 6 | 2  | 0 | 4 | 6  | 8  | –2 | 6  |

|                  | STU | KOB | STE | MOL |
| ---------------- | --- | --- | --- | --- |
| VfB Stuttgart    |     | 0–0 | 2–2 | 0–1 |
| FC København     | 0–2 |     | 1–1 | 2–1 |
| Steaua București | 1–5 | 1–0 |     | 2–0 |
| Molde FK         | 2–0 | 1–2 | 1–2 |     |

### F csoport
| Csapat                   | M | Gy | D | V | G+ | G– | Gk | P  |
| ------------------------ | - | -- | - | - | -- | -- | -- | -- |
| Dnyipro Dnyipropetrovszk | 6 | 5  | 0 | 1 | 16 | 8  | +8 | 15 |
| SSC Napoli               | 6 | 3  | 0 | 3 | 12 | 12 | 0  | 9  |
| PSV Eindhoven            | 6 | 2  | 1 | 3 | 8  | 7  | +1 | 7  |
| AIK                      | 6 | 1  | 1 | 4 | 5  | 14 | –9 | 4  |

|                          | PSV | NAP | DNY | AIK |
| ------------------------ | --- | --- | --- | --- |
| PSV Eindhoven            |     | 3–0 | 1–2 | 1–1 |
| SSC Napoli               | 1–3 |     | 4–2 | 4–0 |
| Dnyipro Dnyipropetrovszk | 2–0 | 3–1 |     | 4–0 |
| AIK                      | 1–0 | 1–2 | 2–3 |     |

### G csoport
| Csapat      | M | Gy | D | V | G+ | G– | Gk | P  |
| ----------- | - | -- | - | - | -- | -- | -- | -- |
| KRC Genk    | 6 | 3  | 3 | 0 | 9  | 4  | +5 | 12 |
| FC Basel    | 6 | 2  | 3 | 1 | 7  | 4  | +3 | 9  |
| Videoton    | 6 | 2  | 0 | 4 | 6  | 8  | –2 | 6  |
| Sporting CP | 6 | 1  | 2 | 3 | 4  | 10 | –6 | 5  |

|             | SPO | BAS | GEN | VID |
| ----------- | --- | --- | --- | --- |
| Sporting CP |     | 0–0 | 1–1 | 2–1 |
| FC Basel    | 3–0 |     | 2–2 | 1–0 |
| KRC Genk    | 2–1 | 0–0 |     | 3–0 |
| Videoton    | 3–0 | 2–1 | 0–1 |     |

### H csoport
| Csapat         | M | Gy | D | V | G+ | G– | Gk | P  |
| -------------- | - | -- | - | - | -- | -- | -- | -- |
| Rubin Kazany   | 6 | 4  | 2 | 0 | 10 | 3  | +7 | 14 |
| Internazionale | 6 | 3  | 2 | 1 | 11 | 9  | +2 | 11 |
| Partizan       | 6 | 0  | 3 | 3 | 3  | 8  | –5 | 3  |
| Neftçi         | 6 | 0  | 3 | 3 | 4  | 8  | –4 | 3  |

|                | INT | RUB | PAR | NEF |
| -------------- | --- | --- | --- | --- |
| Internazionale |     | 2–2 | 1–0 | 2–2 |
| Rubin Kazany   | 3–0 |     | 2–0 | 1–0 |
| Partizan       | 1–3 | 1–1 |     | 0–0 |
| Neftçi         | 1–3 | 0–1 | 1–1 |     |

### I csoport
| Csapat             | M | Gy | D | V | G+ | G– | Gk | P  |
| ------------------ | - | -- | - | - | -- | -- | -- | -- |
| Olympique Lyonnais | 6 | 5  | 1 | 0 | 14 | 8  | +6 | 16 |
| Sparta Praha       | 6 | 2  | 3 | 1 | 9  | 6  | +3 | 9  |
| Athletic Bilbao    | 6 | 1  | 2 | 3 | 7  | 9  | –2 | 5  |
| Íróní Kirjat Smóná | 6 | 0  | 2 | 4 | 6  | 13 | –7 | 2  |

|                    | LYO | BIL | PRA | KIR |
| ------------------ | --- | --- | --- | --- |
| Olympique Lyonnais |     | 2–1 | 2–1 | 2–0 |
| Athletic Bilbao    | 2–3 |     | 0–0 | 1–1 |
| Sparta Praha       | 1–1 | 3–1 |     | 3–1 |
| Íróní Kirjat Smóná | 3–4 | 0–2 | 1–1 |     |

### J csoport
| Csapat            | M | Gy | D | V | G+ | G– | Gk | P  |
| ----------------- | - | -- | - | - | -- | -- | -- | -- |
| Lazio             | 6 | 3  | 3 | 0 | 9  | 2  | +7 | 12 |
| Tottenham Hotspur | 6 | 2  | 4 | 0 | 8  | 4  | +4 | 10 |
| Panathinaikósz    | 6 | 1  | 2 | 3 | 4  | 11 | –7 | 5  |
| NK Maribor        | 6 | 1  | 1 | 4 | 6  | 10 | –4 | 4  |

|                   | TOT | PAN | LAZ | MAR |
| ----------------- | --- | --- | --- | --- |
| Tottenham Hotspur |     | 3–1 | 0–0 | 3–1 |
| Panathinaikósz    | 1–1 |     | 1–1 | 1–0 |
| Lazio             | 0–0 | 3–0 |     | 1–0 |
| NK Maribor        | 1–1 | 3–0 | 1–4 |     |

### K csoport
| Csapat           | M | Gy | D | V | G+ | G– | Gk  | P  |
| ---------------- | - | -- | - | - | -- | -- | --- | -- |
| Metaliszt Harkiv | 6 | 4  | 1 | 1 | 9  | 3  | +6  | 13 |
| Bayer Leverkusen | 6 | 4  | 1 | 1 | 9  | 2  | +7  | 13 |
| Rosenborg        | 6 | 2  | 0 | 4 | 7  | 10 | –3  | 6  |
| Rapid Wien       | 6 | 1  | 0 | 5 | 4  | 14 | –10 | 3  |

|                  | LEV | HAR | ROS | RAP |
| ---------------- | --- | --- | --- | --- |
| Bayer Leverkusen |     | 0–0 | 1–0 | 3–0 |
| Metaliszt Harkiv | 2–0 |     | 3–1 | 2–0 |
| Rosenborg        | 0–1 | 1–2 |     | 3–2 |
| Rapid Wien       | 0–4 | 1–0 | 1–2 |     |

### L csoport
| Csapat          | M | Gy | D | V | G+ | G– | Gk | P  |
| --------------- | - | -- | - | - | -- | -- | -- | -- |
| Hannover 96     | 6 | 3  | 3 | 0 | 11 | 8  | +3 | 12 |
| Levante         | 6 | 3  | 2 | 1 | 10 | 5  | +5 | 11 |
| Helsingborgs IF | 6 | 1  | 1 | 4 | 9  | 12 | –3 | 4  |
| Twente          | 6 | 0  | 4 | 2 | 5  | 10 | –5 | 4  |

|                 | TWE | HAN | LEV | HEL |
| --------------- | --- | --- | --- | --- |
| Twente          |     | 2–2 | 0–0 | 2–2 |
| Hannover 96     | 0–0 |     | 2–1 | 3–2 |
| Levante         | 3–0 | 1–3 |     | 1–0 |
| Helsingborgs IF | 2–2 | 1–2 | 1–3 |     |

## Egyenes kieséses szakasz
Az egyenes kieséses szakaszba az Európa-liga csoportkör csoportjainak első két helyezettje, valamint az UEFA-bajnokok ligája csoportkör csoportjainak harmadik helyezettjei jutottak be.
A döntő kivételével mindegyik mérkőzés oda-visszavágós rendszerben zajlik. A két találkozó végén az összesítésben jobbnak bizonyuló csapatok jutnak tovább a következő körbe. Ha az összesítésnél az eredmény döntetlen, akkor az idegenben több gólt szerző csapat jut tovább. Amennyiben az idegenben lőtt gólok száma is azonos, akkor 30 perces hosszabbítást rendeznek a visszavágó rendes játékidejének lejárta után. Ha a 2x15 perces hosszabbításban gólt/gólokat szerez mindkét együttes, és az összesített állás egyenlő, akkor a vendég csapat jut tovább idegenben szerzett góllal/gólokkal. Gólnélküli hosszabbítás esetén büntetőpárbajra kerül sor.
A döntőt egy mérkőzés keretében rendezik meg. A rendes játékidő végén döntetlen esetén hosszabbítást játszanak, ha ezután is döntetlen marad az eredmény, akkor büntetőpárbaj következik.

### A legjobb 16 közé jutásért
Továbbjutók az Európa-liga csoportköréből
| Színmagyarázat     |
| ------------------ |
| Kiemelt csapat     |
| Nem kiemelt csapat |

| Csoport   | Csoportelső              | Csoportmásodik           |
| --------- | ------------------------ | ------------------------ |
| A csoport | Liverpool FC             | Anzsi Mahacskala         |
| B csoport | Viktoria Plzeň           | Atlético de Madrid       |
| C csoport | Fenerbahçe               | Borussia Mönchengladbach |
| D csoport | Girondins de Bordeaux    | Newcastle United         |
| E csoport | Steaua București         | VfB Stuttgart            |
| F csoport | Dnyipro Dnyipropetrovszk | SSC Napoli               |
| G csoport | KRC Genk                 | FC Basel                 |
| H csoport | Rubin Kazany             | Internazionale           |
| I csoport | Olympique Lyonnais       | Sparta Praha             |
| J csoport | Lazio                    | Tottenham Hotspur        |
| K csoport | Metaliszt Harkiv         | Bayer Leverkusen         |
| L csoport | Hannover 96              | Levante                  |

Továbbjutók az UEFA-bajnokok ligája csoportköréből
Harmadik helyezettek sorrendje
| Csoport | Csapat        | M | Gy | D | V | G+ | G– | Gk | P  |
| ------- | ------------- | - | -- | - | - | -- | -- | -- | -- |
| E       | Chelsea       | 6 | 3  | 1 | 2 | 16 | 10 | +6 | 10 |
| H       | CFR Cluj      | 6 | 3  | 1 | 2 | 9  | 7  | +2 | 10 |
| B       | Olimbiakósz   | 6 | 3  | 0 | 3 | 9  | 9  | 0  | 9  |
| G       | Benfica       | 6 | 2  | 2 | 2 | 5  | 5  | 0  | 8  |
| C       | Zenyit        | 6 | 2  | 1 | 3 | 6  | 9  | –3 | 7  |
| F       | BATE Bariszav | 6 | 2  | 0 | 4 | 9  | 15 | –6 | 6  |
| A       | Dinamo Kijiv  | 6 | 1  | 2 | 3 | 6  | 10 | –4 | 5  |
| D       | Ajax          | 6 | 1  | 1 | 4 | 8  | 16 | –8 | 4  |

#### Sorsolás
A legjobb 16 közé jutásért és a nyolcaddöntők sorsolását 2012. december 20-án tartották.
| 1. csapat                | Össz.        | 2. csapat                | 1. mérk. | 2. mérk.     |
| ------------------------ | ------------ | ------------------------ | -------- | ------------ |
| BATE Bariszav            | 0–1          | Fenerbahçe               | 0–0      | 0–1          |
| Internazionale           | 5–0          | CFR Cluj                 | 2–0      | 3–0          |
| Levante                  | 4–0          | Olimbiakósz              | 3–0      | 1–0          |
| Zenyit                   | 3–3 (i.g.)   | Liverpool FC             | 2–0      | 1–3          |
| Dinamo Kijiv             | 1–2          | Girondins de Bordeaux    | 1–1      | 0–1          |
| Bayer Leverkusen         | 1–3          | Benfica                  | 0–1      | 1–2          |
| Newcastle United         | 1–0          | Metaliszt Harkiv         | 0–0      | 1–0          |
| VfB Stuttgart            | 3–1          | KRC Genk                 | 1–1      | 2–0          |
| Atlético de Madrid       | 1–2          | Rubin Kazany             | 0–2      | 1–0          |
| Ajax                     | 2–2 (t. 2–4) | Steaua București         | 2–0      | 0–2 (t. 2–4) |
| FC Basel                 | 3–1          | Dnyipro Dnyipropetrovszk | 2–0      | 1–1          |
| Anzsi Mahacskala         | 3–2          | Hannover 96              | 3–1      | 0–1          |
| Sparta Praha             | 1–2          | Chelsea                  | 0–1      | 1–1          |
| Borussia Mönchengladbach | 3–5          | Lazio                    | 3–3      | 0–2          |
| Tottenham Hotspur        | 3–2          | Olympique Lyonnais       | 2–1      | 1–1          |
| SSC Napoli               | 0–5          | Viktoria Plzeň           | 0–3      | 0–2          |

### Nyolcaddöntők
Az első mérkőzéseket 2013. március 7-én, a visszavágókat március 14-én játszották.
| 1. csapat         | Össz.      | 2. csapat             | 1. mérk. | 2. mérk.   |
| ----------------- | ---------- | --------------------- | -------- | ---------- |
| Viktoria Plzeň    | 1–2        | Fenerbahçe            | 0–1      | 1–1        |
| Benfica           | 4–2        | Girondins de Bordeaux | 1–0      | 3–2        |
| Anzsi Mahacskala  | 0–1        | Newcastle United      | 0–0      | 0–1        |
| VfB Stuttgart     | 1–5        | Lazio                 | 0–2      | 1–3        |
| Tottenham Hotspur | 4–4 (i.g.) | Internazionale        | 3–0      | 1–4 (h.u.) |
| Levante           | 0–2        | Rubin Kazany          | 0–0      | 0–2 (h.u.) |
| FC Basel          | 2–1        | Zenyit                | 2–0      | 0–1        |
| Steaua București  | 2–3        | Chelsea               | 1–0      | 1–3        |

### Negyeddöntők
A negyeddöntők sorsolását 2013. március 15-én tartották. Az első mérkőzéseket április 4-én, a visszavágókat április 11-én játszották.
| 1. csapat         | Össz.        | 2. csapat        | 1. mérk. | 2. mérk.   |
| ----------------- | ------------ | ---------------- | -------- | ---------- |
| Chelsea           | 5–4          | Rubin Kazany     | 3–1      | 2–3        |
| Tottenham Hotspur | 2–2 (t. 1–4) | FC Basel         | 2–2      | 2–2 (h.u.) |
| Fenerbahçe        | 3–1          | Lazio            | 2–0      | 1–1        |
| Benfica           | 4–2          | Newcastle United | 3–1      | 1–1        |

### Elődöntők
Az első mérkőzéseket 2013. április 25-én, a visszavágókat május 2-án játszották.
| 1. csapat  | Össz. | 2. csapat | 1. mérk. | 2. mérk. |
| ---------- | ----- | --------- | -------- | -------- |
| Fenerbahçe | 2–3   | Benfica   | 1–0      | 1–3      |
| FC Basel   | 2–5   | Chelsea   | 1–2      | 1–3      |

### Döntő
| 2013. május 15. 20:45 |

| Benfica                | 1–2               | Chelsea                   |
| ---------------------- | ----------------- | ------------------------- |
| Cardozo 68' (11-esből) | (0–0) Jegyzőkönyv | Torres 60' Ivanović 90+3' |

| Amsterdam ArenA, Amszterdam Nézőszám: 46 163 Játékvezető: Björn Kuipers (holland) |

| A 2012–2013-as Európa-liga győztese |
| ----------------------------------- |
| CHELSEA 1. cím                      |